# Giuseppe Jarmorini
Giuseppe Jarmorini, ou Giuseppe Armorini, né à Bologne en 1732 et mort dans la même ville en 1816, est un peintre ornemaniste néoclassique italien.

## Biographie
Giuseppe Jarmorini naît à Bologne de Carlo Jarmorini. Il apprend les bases de l'art de Pietro Scandellari, mais se spécialise dans l'ornementation et la perspective par lui-même,. Il a aussi étudié dans l'Accademia Clementina, où il gagne un prix de deuxième classe en 1759 pour un dessin de chapelles et un prix de première classe en 1761 pour le dessin d'un mur de jardin. 
Il devient membre de l'Accademia Clementina. Il a une sœur, Anna, qui se marie en 1767 au maître-maçon Giacomo Jarmorini. Lui-même a deux fils, qu'il nomme Carlo et Giovanni. Il meurt à l'âge de 84 ans en 1816.

## Œuvres
Il conçoit la perspective dans le palazzo Merendoni, érigé en 1774 sous les plans de Raimondo Compagnini. Il en fait de même au palazzo Savioli, aussi conçu par Compagnini, ainsi qu'au palazzo Caprara (en), conçu par Alfonso Torreggiani (it),. 
À l'église de San Tommaso del Mercato il réalise l'ornement de la voûte. Les ornements peints du Fonds matrimonial de Bologne ont aussi été faits par Jarmorini. On retrouve d'autres de ses ornements à la basilique San Francesco.
Après sa mort, de nombreux dessins et croquis de Jarmorini se sont retrouvés dans les collections de la fondation Cini, du Staatliche Graphische Sammlung, du musée Cooper-Hewitt ou de l'Académie des beaux-arts de Bologne, qui a succédé à l'Accademia Clementina.